# Sabrina Favazzo
Sabrina Favazzo (* 23. November 1989 als Sabrina Fässler) ist eine Schweizer Unihockeyspielerin.

## Karriere
Fässler begann ihre Karriere beim UHC Nesslau Sharks und kam via Winterthur United zu den Red Ants Rychenberg Winthur. Sie debütierte 2014 in der Nationalliga A. In ihrer ersten Saison gelang der Stürmerin kein Treffer. Bereits nach einer Saison verliess sie die Red Ants wieder.
Im Sommer 2015 unterschrieb sie einen Vertrag bei den Red Lions Frauenfeld.
Am 8. Mai 2017 gab der Verein bekannt, dass sie auch zur Saison 2017/18 für die Frauenfelder auflaufen wird. 2019 beendete Fässler ihre Karriere.